# Sulfanilamidă
Sulfanilamida este un antibiotic din clasa sulfamidelor care a fost mult utilizat în trecut în tratamentul unor infecții bacteriene. Din punct de vedere chimic este o anilină care conține o grupă funcțională sulfonamidă. Sulfanilamida pulbere era utilizată de către aliați în timpul celui de-al Doilea Război Mondial pentru a reduce frecvența infectărilor și pentru a reduce rata mortalității cauzate de acestea. În prezent are utilizări restrânse, fiind câteodată utilizată în tratamentul candidozelor vaginale.